# Ammar Ismail Yahia Ibrahim
Ammar Ismail Yahia Ibrahim (arabisch عمار إسماعيل يحيى إبراهيم،; * 18. September 1996) ist ein katarischer Sprinter, der sich auf den 400-Meter-Lauf spezialisiert hat. 2025 wurde er in Gumi Asienmeister über 400 Meter sowie in der 4-mal-400-Meter-Staffel sowie 2023 Hallenasienmeister über 400 Meter.

## Sportliche Laufbahn
Erste Erfahrungen bei internationalen Meisterschaften sammelte Ammar Ismail Yahia Ibrahim im Jahr 2021, als er bei den Islamic Solidarity Games in Konya in der ersten Runde über 400 Meter disqualifiziert wurde und auch mit der katarischen 4-mal-400-Meter-Staffel disqualifiziert wurde. Im Jahr darauf siegte er in 46,25 s über 400 Meter bei den Hallenasienmeisterschaften in Astana und sicherte sich im Staffelbewerb in 3:09,26 min gemeinsam mit Hussein Ibrahim Issaka, Ismail Doudai Abakar und Femi Ogunode die Silbermedaille hinter dem kasachischen Team. Im April siegte er in 46,23 s bei den Westasienmeisterschaften in Doha und anschließend erreichte er bei den Asienmeisterschaften in Bangkok das Semifinale, in welchem er sein Rennen vorzeitig beenden musste. Im Oktober verhalf er der Staffel bei den Asienspielen in Hangzhou zum Finaleinzug und trug so zum Gewinn der Silbermedaille bei. Bei den World Athletics Relays 2024 auf den Bahamas verpasste er mit der 4-mal-400-Meter-Staffel eine Direktqualifikation für die Olympischen Spiele in Paris. Anschließend siegte er in 45,30 s bei den Westasienmeisterschaften in Basra, ehe er bei den Olympischen Spielen mit 44,64 s im Halbfinale ausschied.
Bei den World Athletics Relays 2025 in Guangzhou wurde er in der 2. Qualifikationsrunde über 4-mal 400 Meter mit neuem Landesrekord von 3:00,29 min Dritter und qualifizierte sich damit für die Weltmeisterschaften in Tokio. Anschließend siegte er in 45,33 s über 400 Meter bei den Asienmeisterschaften in Gumi und sicherte sich auch im Staffelbewerb in 3:03,52 min gemeinsam mit Abderrahman Samba, Bassem Hemeida und Hatim Aït Oulghazi die Goldmedaille.
2024 wurde Yahia Ibrahim katarischer Meister im 400-Meter-Lauf.

## Persönliche Bestzeiten
- 300 Meter: 32,55 s, 16. Februar 2021 in Potchefstroom (nationale Bestleistung)
- 400 Meter: 44,64 s, 6. August 2024 in Paris
  - 400 Meter (Halle): 46,25 s, 11. Februar 2023 in Astana